# 덤불플라이쥐
덤불플라이쥐 또는 카루덤불쥐(Myotomys unisulcatus)는 쥐과에 속하는 설치류의 일종이다. 나미비아와 남아프리카공화국에서 발견된다. 자연 서식지는 온대 기후 지역의 관목 지대이다. 카루쥐는 건조한 기후에 대처하기 위해 행동 적응을 한다. 중간 크기의 설치류로 상체는 진한 색을 하체는 연한 색을 띤다. 발은 연한 색을 띠고 꼬리는 진하다. 눈 주위와 귀 뒷쪽은 연한 색이다.